# Takáts Sándor

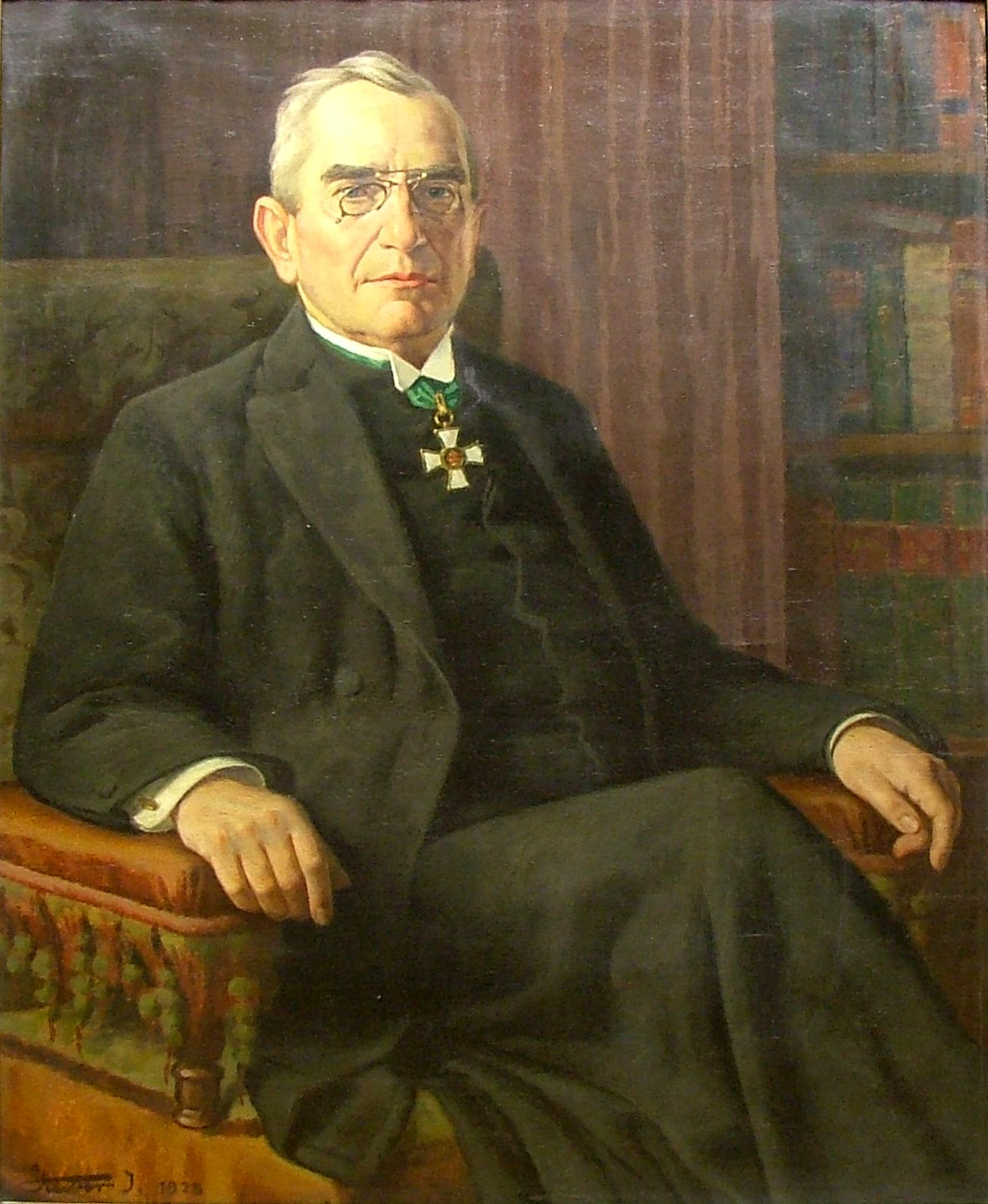
Huber István festménye, 1928

Takáts Sándor (Komárom, 1860. december 7. – Budapest, 1932. december 21.) római katolikus pap, piarista szerzetes, tanár, művelődéstörténész, az MTA rendes tagja (1925, levelező 1906).

## Élete
Szülei Takács János és Eiselt Anna voltak és a Vágduna soron laktak.
A gimnázium első négy osztályát a komáromi bencés kisgimnáziumban, a négy felső osztályt Pozsonyban, a királyi főgimnáziumban végezte, majd miután 1880-ban érettségizett, a budapesti egyetem bölcsészkarára iratkozott be, és ott történelmet, magyart és latint hallgatott. Elsőéves bölcsészhallgatóként lépett be 1881-ben a piarista rendbe. Piarista növendékként a váci noviciátus után két évet Nyitrán tanult teológiát, majd 1884-től Budapesten folytatta az egyetemet. 1885. október 22-én tett örökfogadalmat, majd 1886. július 13-án pappá szentelték és a nyitrai gimnáziumba küldték tanítani. Már nyitrai tanárként kapta meg doktori diplomáját 1887. március 19-én. Magyar, latin és történelem szakos középiskolai tanári vizsgáját 1888. december 3-án tette le.
1889-ben tartományfőnöke a rend budapesti gimnáziumába helyezte tanárnak. Szülővárosa a 90-es években megbízta Komárom történetének megírásával. 1898-ban tanári állásától felmentették, mert a magyar királyi kormány kiküldte Bécsbe a volt udvari kamarai levéltár szétosztási munkálatainak végzésére. Öt évig dolgozott itt a magyar anyag kiválasztásán. Ekkor Thallóczy Lajosnál lakott. 1903-ban a képviselőház meghívására elvállalta az 1791-1865-ig terjedő országgyűlési emlékek szerkesztését. 1903-tól haláláig a képviselőház levéltárosa volt. A Komárom megyei Múzeum-egyesület 1906-ban tiszteletbeli tagjává választotta. 1906-tól levelező, majd 1925-től a Magyar Tudományos Akadémia rendes tagja volt. A Kisfaludy Társaság tagja volt.
Kutatási területe elsősorban a 16-17. század volt. A mindennapok történetét tárta föl levéltári anyagokra támaszkodva.

## Elismerései és emlékezete
- 1927 Polgári érdemkereszt 2. osztálya[3]
- Rév-Komáromban utca viseli a nevét

## Művei

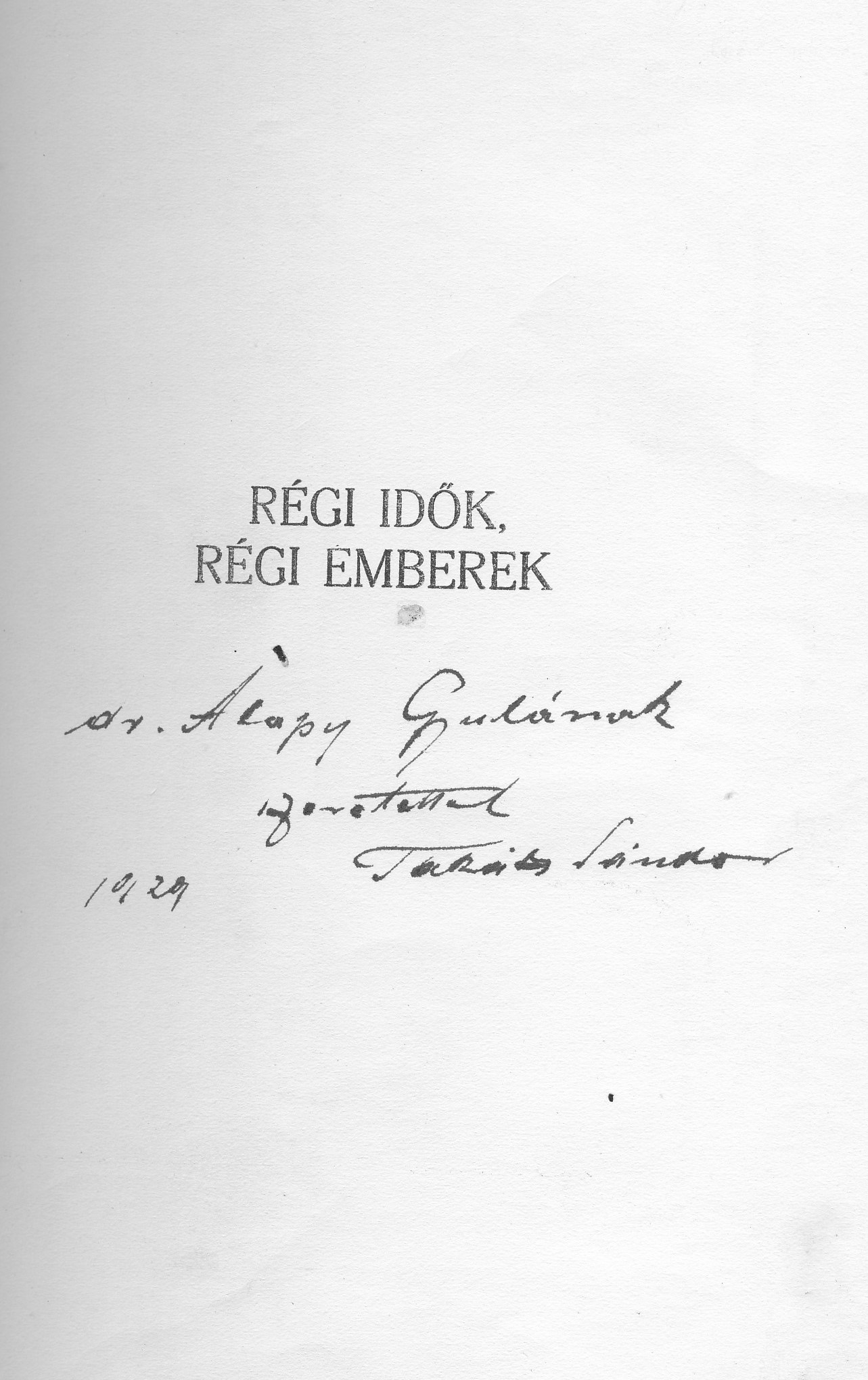
Alapy Gyulának dedikált műve 1929-ben

- 1885 Adalékok Komárom városának történelméhez. Komáromi Lapok VI.
- 1885 Péczeli József. Komáromi Lapok VI.
- 1885 Árpád-kori történelmünk legfontosabb része (1239-1269). Komáromi Lapok VI.
- 1885 Komárom IV. Béla alatt. Budapest
- 1886 Lapok egy kis város multjából. Komárom (előbb a Komáromi Lapokban)
- 1887 Péczeli József meséi. Budapest (Nemzeti Könyvtár XXXIX. Ism. Prot. Egyh. és Isk. Lap 1889., Századok 1890)
- 1888/1889 A paedagogiai büntetések philosophiája I-II. Nyitra
- 1890 Péteri Takáts József. Budapest
- 1891 Benyák Bernát és a magyar oktatásügy. Budapest (ism. Egyetemes Philol. Közlöny 1892)
- 1892 Lutter Nándor emlékezete. Budapest
- 1894 Pállya István élete. Budapest
- 1895 A főváros alapította budapesti piarista kollégium története. Budapest (Tudósítvány a kegyes tanító-rendiek budapesti főgymnasiumáról)
- 1897 A komáromi vizahalászat a XVI. században. Magyar Gazdaságtörténelmi Szemle
- 1898 A komáromi harminczadosok dolga a XVI. és XVII. században. Magyar Gazdaságtörténelmi Szemle
- 1898 A Szamos szabályozása a mult században. Magyar Gazdaságtörténelmi Szemle
- 1898 Az ecsedi láp világa. Magyar Gazdaságtörténelmi Szemle
- 1898 A dohány elterjedése s az első dohány monopolium hazánkban 1576–1735. Budapest (Különnyomat a Magyar Gazdaságtörténelmi Szemléből)
- 1899 A harminczadosok elleni vizsgálat 1560-ban. Magyar Gazdaságtörténelmi Szemle
- 1899 A külkereskedelmi mozgalmak hazánkban I. Lipót alatt. Magyar Gazdaságtörténelmi Szemle
- 1899 Fuggerek mint marhakereskedők. Magyar Gazdaságtörténelmi Szemle
- 1900 A dunai hajózás a XVI. és XVII. században. Magyar Gazdaságtörténelmi Szemle
- 1900 Méz- és viaszkivitelünk a XVI-XVIII. századokban. Magyar Gazdaságtörténelmi Szemle
- 1902 A bécsi halkereskedők kiváltságai Magyarországon 1328-tól 1714-ig. Magyar Gazdaságtörténelmi Szemle
- 1902 Az első dohánymonopolium bajai. Magyar Gazdaságtörténelmi Szemle
- 1903 A magyar kamara állapota 1628-ig. Magyar Gazdaságtörténelmi Szemle
- 1903 Két világkereskedelmi czikkünk a XVIII. században. Magyar Gazdaságtörténelmi Szemle
- 1903 A rézpénz mint országos csapás. 1703-ban Magyar Gazdaságtörténelmi Szemle
- 1904 Hajóépítők telepítése Magyarországba a XVI-XVIII. századokban. Magyar Gazdaságtörténelmi Szemle
- 1905 Előmunkálatok a Tripartitum új kiadására 1603-ban, Egy könyvnyomda felállításának terve 1689-ben. Magyar Könyv-Szemle
- 1906 Thelekessy Imre, mint komáromi naszádos kapitány. A komáromvármegyei és városi muzeum-egyesület 1905. évi értesítője, 16-24.
- 1906 A magyar sóvágók régi műszói. Magyar Nyelv
- 1907 Hogyan készülnek a nyelvtörténeti adatok és Zolnai Gyula válasza. Magyar Nyelv
- 1907/1908 Műveltségtörténeti közlemények. Századok
- 1907/1914 Régi magyar asszonyok. Budapest (rp. 1982)
- 1908 Komárom vidéke és Brigetio a 18. század közepén. A komáromvármegyei és városi muzeum-egyesület 1907. évi értesítője, 24-33.
- 1908 A magyar gyalogság megalakulása. Budapest
- 1909 Komáromi daliák a XVI. században. Budapest (ism. Vasárnapi Ujság 31)
- 1910 Szálai Barkóczy Krisztina. Budapest
- 1913 A török-magyar bajviadalok. Budapest
- 1915 A budai basák magyar nyelvű levelezése : 1553-1589. Budapest (Eckhart Ferenccel és Szekfű Gyulával)
- 1917 Zrínyi Miklós nevelőanyja. Budapest
- 1915-1928 Rajzok a török világból I-IV. Budapest (A Magyar Tudományos Akadémia Könyvkiadó Vállalata)
- 1921 A régi Magyarország jókedve. Budapest (rp. 1994)
- 1922/1930 Régi idők, régi emberek. Budapest
- 1922/1928 Régi magyar kapitányok és generálisok I-II. Budapest
- 1926/1934 Magyar nagyasszonyok I-II. Budapest
- 1926 A magyar múlt tarlójáról. Budapest
- 1927 Szegény magyarok I-II. Budapest
- 1929 Emlékezzünk eleinkről I-II. Budapest
- 1929 Magyar küzdelmek I-II. Budapest
- 1930 Hangok a múltból. Budapest
- 1932 Kémvilág Magyarországon I-II. Budapest (rp. 1980)
- 1951 Végvári vitézek – szegény legények (Klaniczay Tibor), Budapest
- 1956/1979 Bajvívó magyarok. Képek a török világból (Réz Pál), Budapest
- 1961 Művelődéstörténeti tanulmányok a XVI-XVII. századból (szerk. Benda Kálmán), Budapest
- 1979 Buda két árulója
- Fejezetek Komárom művelődés- és gazdaságtörténetéből; sajtó alá rend. Hidvégi Violetta; Komárom-Esztergom Megyei Önkormányzat–Argumentum, Tatabánya–Bp., 1996 (Castrum könyvek)
- Palonai Magyar Bálint, in: 1928 Régi magyar kapitányok és generálisok.
- Takáts Sándor (1860–1932) hagyatéka